# Eucelatoria ocellaris
Eucelatoria ocellaris är en tvåvingeart som först beskrevs av Townsend 1927.  Eucelatoria ocellaris ingår i släktet Eucelatoria och familjen parasitflugor.
Artens utbredningsområde är Peru. Inga underarter finns listade i Catalogue of Life.